# 베르케시 엘레메르

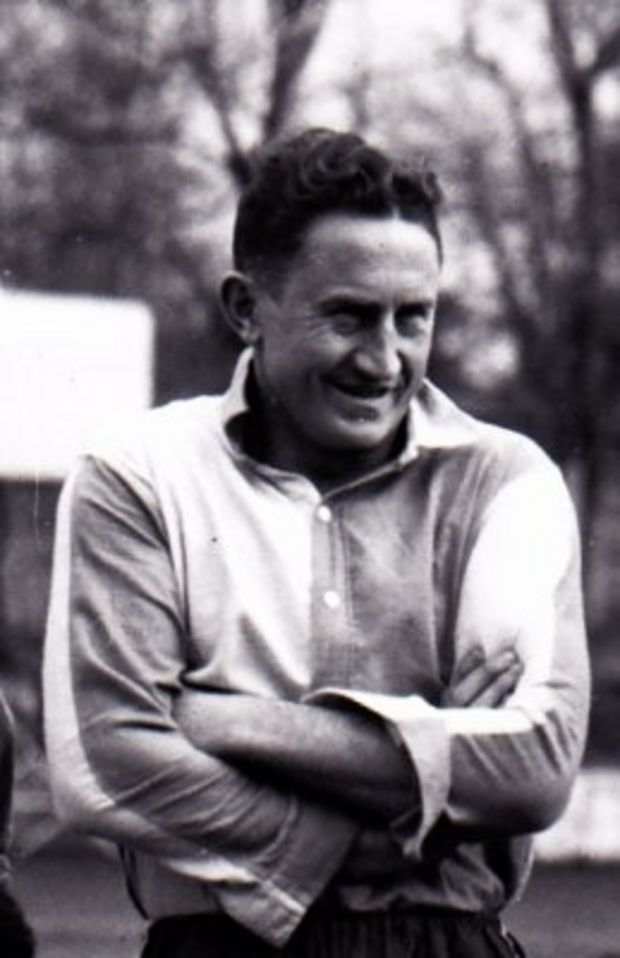

베르케시 엘레메르(헝가리어: Berkessy Elemér)는 헝가리의 축구 선수이다. 에밀리오 베르케시(Emilio Berkessy), 또는 에밀 베르케시(Emil Berkessy)로도 알려져 있다.